# Blond

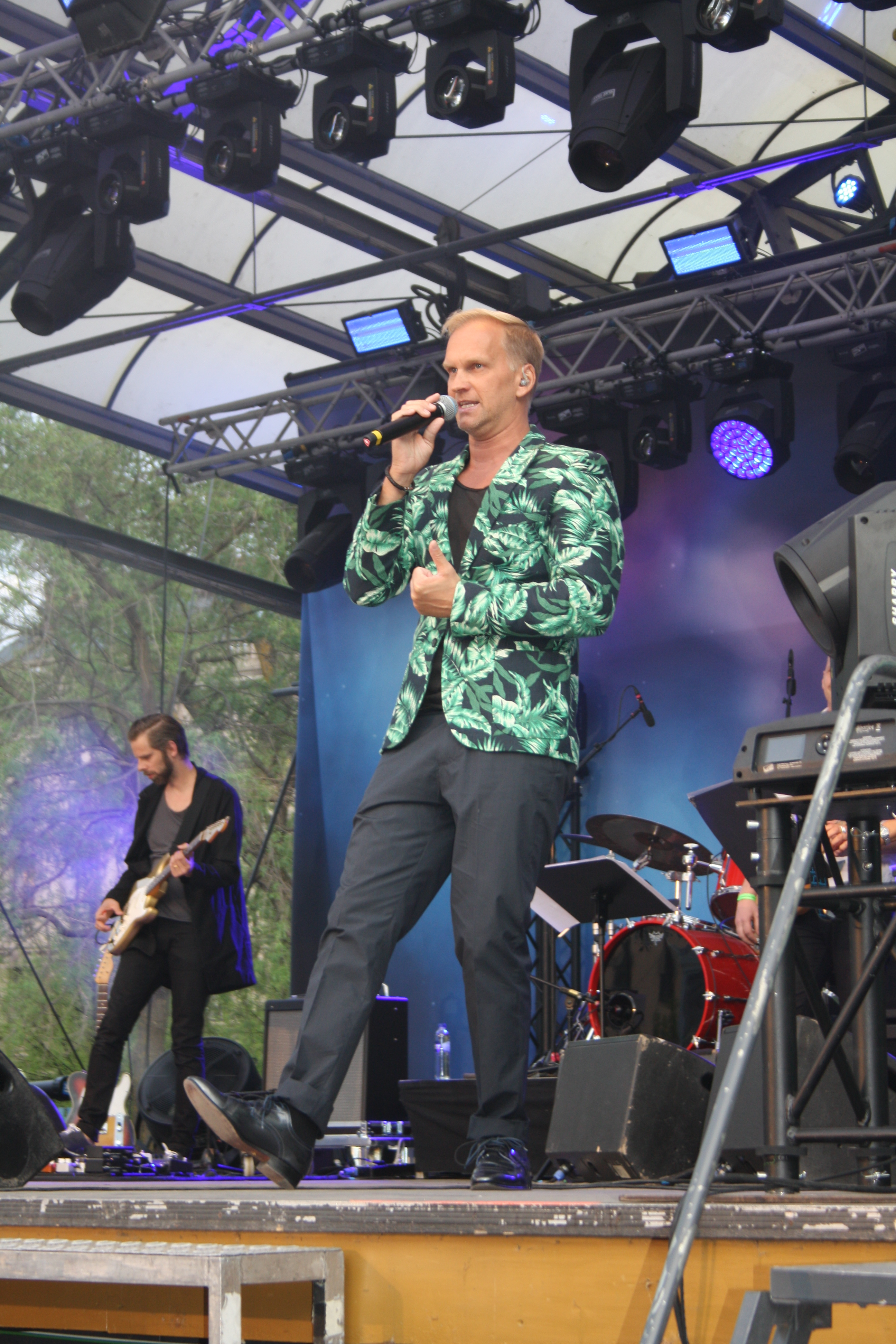
Gabriel Forss

Blond foi a boy band sueca que representou a Suécia no Festival Eurovisão da Canção 1997. Em Dublin, a banda interpretou a canção  "Bara hon älskar mej" que terminou en 14.º lugar (entre 25 participantes). Pouco tempo depois do Festival Eurovisão da Canção 1997, a banda dissolveu-se.

## Membros
A  banda era constituída por  Jonas Karlhager, Gabriel Forss e  Patrick  Lundström.

## Discografia

### Singles
| Ano  | Título              | Top de vendas | N.º de semanas no top |
| ---- | ------------------- | ------------- | --------------------- |
| 1997 | Bara hon älskar mej | 4             | 16                    |
| 1997 | Hon har allt        | 59            | 1                     |
| 1997 | I en luftballong    | -             | -                     |

### Álbuns
- Blond

1. I en luftballong
2. Gryningen
3. Bara hon älskar mej
4. Min kärlek till dej
5. Hon har allt
6. Kom till mej
7. En sommar med dej
8. Het kärlek
9. Jag tror på dej i allt
10. Om du var här
11. Ingen är som du
12. Bara hon älskar mig (Unplugged)